# Остін Робертс (зоолог)
Остін Робертс (англ. Austin Roberts; 3 січня 1883 — 5 травня 1948) — південноафриканський зоолог. Він найбільш відомий своєю книгою «Птахи Південної Африки», вперше опублікованою в 1940 році. Він також вивчав фауну ссавців регіону: його праця «Ссавці Південної Африки» була опублікована посмертно в 1951 році.

## Біографія
Робертс був сином церковного служителя Альфреда Робертса та натуралістки Маріанни Фаннін. Народився в Преторії та виріс у Потчефструмі. Значну частину своїх ранніх знань із зоології він отримав від Томаса Айреса (1828—1913), одного з перших південноафриканських орнітологів-аматорів. Айрес навчив Робертса знімати шкіру з птахів і дрібних ссавців, а також навчив важливості ведення точного обліку кожного зразка. Він також закликав Робертса систематично вивчати птахів.
Робертс працював клерком у Потчефструмській філії Standard Bank з 1901 по 1903 рік, а потім у Департаменті внутрішніх доходів у Потчефструмі, Преторії та Волмарансстаді. У квітні 1906 року він був зарахований солдатом до іррегулярного полку Джона Ройстона під час повстання Бамбати в Наталі. Підрозділ демобілізувався в серпні 1906 року, і Робертс і його брат Ноель збирали пташині яйця та гнізда, які вони потім виставили в Трансваальському музеї у Преторії. Потім Робертс працював тимчасовим клерком у Департаменті сільського господарства до грудня 1907 року, коли він втупив до Натальської міліції.
У 1908 році він супроводжував Фредеріка В. Кірбі в експедиції до району Келімане в Мозамбіку, щоб знищити левів на кавових і цукрових плантаціях. Під час цієї експедиції Робертс зібрав 340 пташиних шкур і кількох дрібних ссавців, які він продав музею Трансваалю. Перехворівши на чорноводну лихоманку, Робертс був прийнятий на роботу в Трансваальський музей у 1910 році як тимчасовий помічник зоолога під керівництвомЯна Ганнінга. У 1913 році він отримав постійну посаду і був призначений відповідальним за колекції птахів і ссавців музею.
У 1914 році він одружився на Дорі С. Купер (уроджена Барретт), з якою мав трьох синів і дочку. Під час Першої світової війни (1914—1918) служив у Німецькій Східній Африці та Палестині. Він зібрав колекції з понад 30000 птахів і 13000 ссавців. Вони були зібрані під час експедицій до Південної Родезії (нині Зімбабве, 1914), експедиції Вернея-Ланга до Калахарі (1930), експедиції Барлоу до Південно-Західної Африки.
Він працював в Трансваальському музеї протягом 38 років до 1946 року. За період своєї кар'єри він описав і назвав 429 таксонів птахів і 406 таксонів ссавців. Його підхід до таксономії полягав у створенні нового роду, виду або підвиду на основі незначних відмінностей, метод, який він рішуче захищав. Його нові роди загалом не були добре сприйняті систематиками, і більшість нових родів, видів і підвидів не були прийняті. Однак завдяки своєму величезному польовому досвіду він став вважатися найбільшим авторитетом у південноафриканських птахах і ссавцях.
Він був автором кількох рукописів і статей у наукових виданнях, у тому числі понад сто статей в Анналах Трансваальського музею, Журналі Південноафриканської спілки орнітологів і The Ostrich.  Його книга «Птахи Південної Африки», проілюстрована Норманом Лайтоном, була першою всебічною роботою на цю тему. Вона була переглянута та розширена різними експертами та опублікована декілька видань.
На початку 1948 року йому запропонували посаду куратора Музею королеви Вікторії в Хараре, але його смерть 5 травня 1948 року в автомобільній катастрофі в регіоні Транскей завадила йому зайняти цю посаду. Квіткові рослини, які він зібрав, знаходяться в Національному гербарії Преторії, а його гриби потрапили до Національної колекції грибів Дослідницького інституту захисту рослин у Преторії.

## Епоніми
- Пташиний заповідник Остіна Робертса в Преторії названо на його честь.
- На його честь названа очеретянка Oreophilais robertsi.
- На його честь названо вид ящірок Pachydactylus robertsi. [3]

## Нагороди
- У 1934 році грант від Фонду Карнегі дозволив йому відвідувати музеї та інші установи Великої Британії та Сполучених Штатів.
- У 1935 році Університет Преторії присудив йому ступінь почесного доктора.
- У 1938 році Робертс був нагороджений Меморіальною медаллю старшого капітана Скотта Південноафриканського біологічного товариства.
- У 1940 році Південноафриканська асоціація сприяння розвитку науки нагородила його медаллю Південної Африки (золотою).

## Праці
Його першою науковою публікацією був «Візит до колонії ібіса ефіопського» в журналі Союзу орнітологів Південної Африки в 1905 році. Серед інших його публікацій:
- The Mammals of South Africa. Johannesburg: Trustees of the "Mammals of South Africa" Book Fund. 1954.
- Our South African Birds (Ons Suid-Afrikaanse voëls). Cape Town: Cape Times. 1941. illustrated by Norman Lighton and Claude Gibney Finch-Davies
- The Birds of South Africa. Trustees of the South African Bird Book Fund. 1942.
- Museums, higher vertebrate zoology and their relationship to human affairs, Pretoria: Carnegie Corporation Visitors Grants Committee, 1935
- Descriptions of some new mammals [and] Some notes on birds and descriptions of new sub-species, Cambridge: University Press, 1919